# Bio F.R.E.A.K.S.
Bio F.R.E.A.K.S. es un juego de lucha 3D publicado por Midway en 1998. Tuvo un lanzamiento limitado en arcade y más tarde fue publicado para PlayStation y Nintendo 64.

## Personajes
- Bullzeye, clasificación Freak: Synthoid
- Delta, clasificación Freak: Synthoid
- Minatek, clasificación Freak: Dozer
- Psyclown, clasificación Freak: Synthoid
- Purge, clasificación Freak: Retro
- Sabotage, clasificación Freak: Unknown
- Sapo, clasificación Freak: Retro
- ZipperHead, clasificación Freak: Retro

## Jefes
- Clonus, clasificación Freak: Unknown
- Mutilator, clasificación Freak: Dozer

## Recepción
Bio F.R.E.A.K.S. recibió revisiones variadas una vez lanzado. La versión de Playstation tiene actualmente una calificación del 61% en GameRankings, mientras que la versión de Nintendo 64 tiene una calificación del 70%.